# Regio Groningen-Assen
Die Regio Groningen-Assen ist eine Zusammenarbeitszone (vergleichbar der Regiopolregion) in den nördlichen Niederlanden mit den Städten Groningen (231.000 Einwohner nach Eingemeindungen von Haren und Ten Boer) und Assen (67.000 Einwohner) und Umgebung. Im Jahr 2018 hatte die Region Groningen-Assen 505.000 Einwohner.
Die Flughafen der Region ist Groningen Airport Eelde.
Die Regio wurde 1996 gegründet, nachdem die nationale Regierung die Stadt Groningen aufgefordert hatte, bei der Wohnungspolitik stärker mit dem Umland zu kooperieren. Groningen und zehn weitere Gemeinden entwickelten daraufhin ein strategisches Dokument „Regiovisie 2030“, das 2005 noch einmal erneuert wurde. Die Zusammenarbeit der Partnergemeinden ist freiwillig. Eine Vereinbarung mit einer Laufzeit bis 2030 wurde im Jahr 2004 abgeschlossen. Die wesentlichen Ziele der lokalen Zusammenarbeit sind: 1. Unterstützung eines ökonomischen Kerngebiets im Norden der Niederlande, 2. Stärkung des regionalen Zusammenhalts und des lokalen Transports und 3. Entwicklung der Lebensqualität von Stadt und Land. Die strategischen Vereinbarungen werden von den teilnehmenden Gemeinden umgesetzt, während eine Steuerungsgruppe die Einhaltung der übergeordneten Ziele überwacht. Weitere Gruppen kümmern sich um das Qualitätsmanagement und die Zusammenarbeit mit der lokalen Zivilgesellschaft. Die Finanzierung der Arbeiten erfolgt durch Beiträge der Partner, von der Zentralregierung und der Europäischen Union. Bis 2020 soll das Gesamtbudget 1,5 Milliarden Euro betragen.
Durch Veränderungen der Gemeindeaufteilung beträgt die Anzahl der teilnehmenden Gemeinden in der Regio Groningen-Assen seit dem 1. Januar 2019 nur noch sieben statt bisher elf: Groningen, Assen, Het Hogeland, Westerkwartier, Noordenveld, Tynaarlo und Midden-Groningen, dazu kommen die Provinzen Groningen und Drenthe.

## Einwohner
| Gemeinde         | Einwohnerzahl | Einwohnerzahl |
| Gemeinde         | 01-01-2016    | 31-05-2018    |
| ---------------- | ------------- | ------------- |
| Assen            | 67.061        | 67.776        |
| Bedum            | 10.433        | 10.438        |
| Groningen        | 201.200       | 202.332       |
| Haren            | 19.076        | 19.895        |
| Leek             | 19.536        | 19.680        |
| Midden-Groningen | n.v.t.        | 60.953        |
| Noordenveld      | 31.039        | 31.353        |
| Ten Boer         | 7.352         | 7.275         |
| Tynaarlo         | 32.804        | 33.532        |
| Winsum           | 13.633        | 13.552        |
| Zuidhorn         | 18.794        | 18.921        |
| Total            | 470.555       | 505.853       |